# Заволжская стрелковая бригада
Заволжская стрелковая дивизия — формирование (соединение) стрелковых войск РККА в период Гражданской войны.

## История

### 1918
История бригады начинается с 16 августа 1918 когда в г. Шацк тамбовской губернии была сформирована 1-я отдельная Коммунистическая рота особого назначения по борьбе с контрреволюцией и бандитизмом. Рота ведет борьбу на территории Тамбовской губернии с вооруженными формированиями возглавляемыми эсэром Антоновым А. С.

### 1919
3 мая 1919 года рота перебрасывается в г. Саратов, где поступает в распоряжение штаба 4-й армии и переформировывается в караульный батальон 3-х ротного состава. Батальон несет караульную службу по охране армейских объектов и поддержание порядка в г. Саратов и в Саратовском уезде.
1 июля 1919 года караульный батальон переименовывается в отряд Особого Назначения штаба 4-й армии. С августа по октябрь 1919 года отряд ведет бои по ликвидации контрреволюционных восстаний в Пугачевском уезде Саратовской губернии возглавляемые Усачевым и в районе Пензы банды Миронова. Отряд перебрасывается в г. Курск, где в составе частей 1-го Курского укрепленного района ведет бои с войсками Дениникина А. И. под селом Медведевка Курской губернии.
25 октября 1919 годе отряд отзывается перебрасывается на Колчаковский фронт в район села Чижи, где и находился до февраля 1920 года.

### 1920
В феврале 1920 года отряд возвращается в г. Самару, где поступает в распоряжение Командующего Туркестанским фронтом Фрунзе М. В. и переименовывается в Отдельный отряд особого назначения штаба Туркестанского фронта.
3 июля 1920 года, после ликвидации Туркестанского фронта, отряд поступает в распоряжение вновь сформированного штаба Заволжского военного округа и переименовывается в Отдельный отряд Заволжского военного округа, где до средины июля несет караульную службу в г. Самара. С июля по август 1920 года отряд совместно с другими частями Красной Армии ведет бои по ликвидации восстания Уральской казачьей дивизии под командованием Сапожкова А. В. В конце августа 1920 года под селом Петропавловка Саратовской губернии вместе с частями Чапаевской дивизии окружил и уничтожил восставших белоказаков, после чего отряд возвращается в Самару и доформировывается.
13 сентября 1920 года отряд в полном составе эшелонами перебрасывается на Украину, где поступает в распоряжение Командующего 6-й армии. 25 сентября эшелоны прибыли в село Снигирёвка Херсонской губернии и после двухдневного отдыха походным порядком выступили в село Павловка Екатеринославской губернии.
Согласно приказу № 27 Командующего 6-й армией от 4 октября 1920 года отряд переформирован в Отдельную Заволжскую бригаду, формирование бригады закончено 20 октября 1920 года в м. Синельниково.
С 25 ноября 1920 года приказом командующего войсками Южного фронта Фрунзе М. В. на бригаду было возложено задание: обеспечить нормальную работу тыла Южного фронта на территории Херсонской, Екатеринославской, Кременчугской и Донецкой губерний. Заволжская бригада, представляя собой летучий корпус по борьбе с отрядами РПАУ. Местом наибольшего скопления анархистов был район Гуляй-Поля, где имел свою основную базу известный анархист Махно Н. И.. В районах Херсонской и Екатеринославской губерний оперировали отряды :
- Махно,
- Шусь,
- Фома,
- Белаш,
- Маруся,
- Волох,
- Кочубей,
- Каменев,
- Броза,
- Куреленко,
- Скляр,
- Колесников,
- Гайворонский,
- Сазонов

и многие другие отряды. Они сжигали ссыпные пункты, железно дорожных станции, организовывали взрывы мостов, нападали на отдельные мелкие красноармейские части, совершали налеты на села и местечки, убивали представителей Советской власти, их поддерживало местное население.

### 1921
11 февраля 1921 года бригада сосредотачивается в г. Купянск, где получает кратковременный отдых. В Купянске в состав бригады вливается 3-й Красноармейский стрелковый полк 1-й Харьковской бригады курсантов, полк получил наименование 2-го Заволжского стрелкового полка (впоследствии 23-й СП, 68-й Ахтырский СП, 117-й СП, 213-й гв. СП).
18 марта 1921 года бригада Приказом Командующего войсками Украины и Крыма тов. Фрунзе развертывается в дивизию и получает наименование — Сводная Заволжская дивизия. В Состав дивизии входят:
- стрелковая бригада двух полкового состава,
- кавалерийская бригада,
- артиллерийский дивизион 4-х батарейного состава,
- батальон связи,
- дивизионная школа младшего командного состава.

Заволжская дивизия получает задачу ликвидации остатков бандитизма и установления твердого революционного порядка в районе Балаклея, Изюм, Лиман, Славянск, Барвенково. Эти районы явились очагом формирования новых банд из разных остатков разгромленных бандитских отрядов.
За выдающийся героизм и мужество проявленные бойцами и командирами в боях с врагами Социалистической Родины Приказом № 193 Командующего войсками Украины и Крыма дивизия награждена почетным Революционным Красным Знаменем, а согласно Приказу № 587 Командующего войсками Украины и Крыма, за выдающийся героизм и ликвидацию банд на Украине бригада награждена орденом Красное Знамя.
19 мая 1921 года дивизия переименовывается в Отдельную Заволжскую бригаду, оставаясь в прежнем составе и со всеми дивизионными учреждениями. Кавалерийская бригада остается в подчинении командира Заволжской бригады.
В июле 1921 года бригада переименовывается в 138-ю отдельную стрелковую Заволжскую Краснознамённую бригаду. 18 августа бригада переходит в район Харькова, с задачей — ликвидация бандитизма и охрана ссыпных пунктов.
В декабре 1921 года бригада входит в состав 3-й Казанской стрелковой дивизии и переименовывается в 8-ю Заволжскую стрелковую Краснознамённую бригаду, полки получают наименование — 22, 23, 24 Заволжские стрелковые полки.
В конце декабря 1921 года 6-й Губернский Съезд Советов Харьковщины берет шефство над бригадой, и она переименовывается в 8-ю Харьковскую стрелковую Краснознамённую бригаду. Стрелковые полки 22-й, 23-й сохраняют прежнее наименование, а 24-й стрелковый полк переименовывается в 24-й Харьковский стрелковый полк.

### 1922
6 июля 1922 года 8-я Харьковская стрелковая Краснознамённая бригада переформировывается в дивизию и получает наименование — 23-я Заволжская стрелковая Краснознамённая дивизия. Стрелковые полки получают наименование — 67-й, 68-й и 69-й Заволжские стрелковые полки.

## Переформирования
- 16.08.1918 — сформирована — 1-я отдельная Коммунистическая рота особого назначения по борьбе с контрреволюцией и бандитизмом,
- 03.05.1919 — переформирована — караульный батальон,
- 01.07.1919 — переименован — Отряд Особого Назначения штаба 4-й армии,
- февраль 1920 — переименован — Отдельный отряд особого назначения штаба Туркестанского фронта,
- 03.07.1920 — переименован — Отдельный отряд Заволжского военного округа,
- 04.10.1920 — переформирован — Отдельная Заволжская бригада,
- 18.03.1921 — переформирована — Сводная Заволжская дивизия,
- 19.05.1921 — переформирован — Отдельная Заволжская бригада,
- июль 1921 — переименована — 138-я отдельная стрелковая Заволжская Краснознамённая бригада,
- декабрь 1921 — переименована — 8-я Заволжская стрелковая Краснознамённая бригада,
- конец декабря 1921 — переименована — 8-я Харьковская стрелковая Краснознамённая бригада,
- 06.07.1922 — переформирована — 23-я Заволжская стрелковая Краснознамённая дивизия

## Подчинение
| Дата              | Фронт (округ)                    | Армия     | Корпус | Примечания     |
| ----------------- | -------------------------------- | --------- | ------ | -------------- |
| 16.08.1918 года   | Восточный фронт                  | 4-я армия | -      | -              |
| 01.07.1919 года   | Восточный фронт                  | 4-я армия | -      | 1-й Курский УР |
| февраль 1920 года | Туркестанский фронт              | -         | -      | -              |
| 03.07.1920 года   | Заволжский военный округ         | -         | -      | -              |
| 13.09.1920 года   | Южный фронт                      | 6-я армия | -      | -              |
| 03.12.1920 года   | Вооружённые силы Украины и Крыма | 6-я армия | -      | -              |
| 03.06.1922 года   | Украинский военный округ         | 6-я армия | -      | -              |

## Состав
В состав Заволжской бригады входили:
- 22-й стрелковый полк,
- 67-й Купянский стрелковый полк,
- 89-й стрелковый полк,
- 210-й гвардейский стрелковый полк,
- красно-гусарский кавалерийский полк (формированный из кавалерийского эскадрона Заволжского Отряда),
- артиллерийский дивизион 2-х батарейного состава.

в разные периоды входили:
- 23-й стрелковый полк (бывший 2-й Заволжский стрелковый полк),
- 24-й Харьковский стрелковый полк,
- 68-й Ахтырский стрелковый полк,
- 117-й стрелковый полк,
- 213-й гвардейский стрелковый полк.

## Награды
| Награда (наименование)               | Дата       | За что получена |
| ------------------------------------ | ---------- | --- |
| Почётное революционное Красное Знамя | 15.08.1920 | награждена за выдающийся героизм и мужество проявленные бойцами и командирами в боях с врагами Социалистической Родины |
| Орден Красного Знамени               | 07.05.1921 | награждена за выдающийся героизм и ликвидацию банд на Украине                                                          |